# Frank Zamboni
Frank Joseph Zamboni Jr. (Eureka (Utah), 16 de janeiro de 1901 — 27 de julho de 1988) foi um inventor estadunidense.
Sua mais famosa invenção é o veículo reparador de gelo, usado em ringues de patinação no gelo.

## Biografia

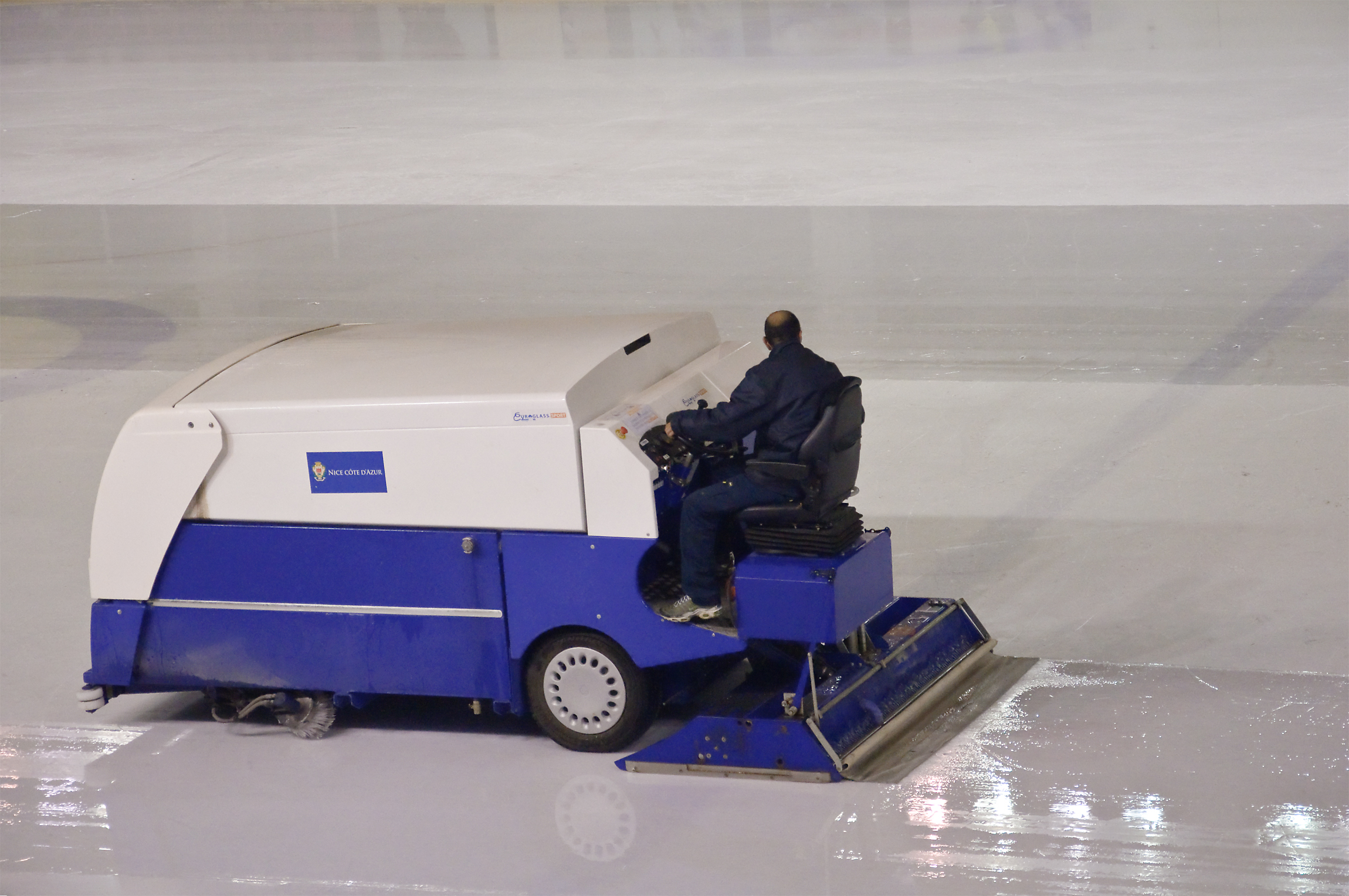
A famosa invenção de Zamboni, o Ice resurfacer (veículo reparador de gelo), criado em 1949.

Zamboni nasceu em 1901 em Eureka. Seus pais logo compraram uma fazenda em Lava Hot Springs perto de Pocatello, Idaho, onde ele cresceu. Em 1920 mudou com seus pais para o distrito do porto de Los Angeles, onde seu irmão mais velho, George, estava operando uma oficina mecânica. Depois que Frank participou de uma escola de comércio, em Chicago, ele e seu irmão mais novo Lawrence abriram um negócio de fornecimento de energia em 1922, no subúrbio de Los Angeles Hynes (agora parte de Paramount (Califórnia)). No ano seguinte, casou-se e teve três filhos. Em 1927, ele e Lawrence acrescentaram uma fábrica de gelo e entraram no negócio de blocos de gelo. Eles continuaram seus negócios de gelo em 1939, mas viram pouco futuro no negócio com o advento de unidades de refrigeração operadas eletricamente. Decidiram usar seus equipamentos de refrigeração em excesso para abrir uma pista de gelo nas proximidades.
Em 1940, os irmãos, juntamente com um primo, abriram a pista de Islândia, que provou ser muito popular, em grande parte porque Frank tinha inventado uma maneira de eliminar ondulações causadas por tubos que foram estabelecidas para manter a pista congelada. (A pista ainda opera e ainda é propriedade da família Zamboni.) Ele obteve uma patente para a inovação em 1946. Então, em 1949, ele inventou uma máquina que transforma o trabalho de recapeamento de uma pista de gelo que três homens levariam cerca de 90 minutos a uma tarefa que um homem só gastaria cerca de 10 minutos de trabalho. Requereu a patente no mesmo ano e transformou a Frank J. Zamboni & Co. em Paramount para construir e vender as máquinas. Obteve sua patente em 1953. No início de 1950 ele os construiu em cima do Jeep CJ-3Bs, em seguida, sobre chassi de Jeep despojado de 1956 até 1964. A demanda para a máquina provou grande o suficiente para que sua empresa acrescentasse uma segunda fábrica em Brantford e uma filial na Suíça.
Morreu de câncer de pulmão em 1988, aos 87 anos de idade, cerca de dois meses após a morte de sua esposa. A empresa Zamboni já vendeu mais de 10.000 unidades de sua máquina, o Ice resurfacer, comumente conhecido como "Zamboni". A máquina nº 10.000 foi entregue para o Canadiens de Montréal em abril de 2012 para uso no Bell Centre. A empresa ainda é de propriedade e operado pela família Zamboni, incluindo o filho de Frank e neto.
Zamboni foi postumamente introduzido no World Figure Skating Hall Of Fame em 2006, e no US Hockey Hall of Fame em 2009.
A Frank J. Zamboni School, em Paramount, é nomeada após ele.
Em 16 de janeiro de 2013, para comemorar o aniversário de Zamboni, o Google publicou um Google Doodle dedicado a ele. O doodle é um jogo em que o jogador pode limpar um rinque de patinação usando a máquina inventada por Zamboni.